# (3590) Holst
(3590) Holst ist ein Asteroid des Hauptgürtels, der am 5. Februar 1984 vom US-amerikanischen Astronomen Edward L. G. Bowell an der Anderson Mesa Station (IAU-Code 688) des Lowell-Observatoriums in Coconino County entdeckt wurde.
Benannt wurde der Asteroid nach dem englischen Komponisten Gustav Holst (1874–1934), der durch seine Orchestersuite Die Planeten berühmt wurde.